# Onthophagus jirouxi
Onthophagus jirouxi là một loài bọ cánh cứng trong họ Bọ hung (Scarabaeidae).